# Пришиб (Ростовская область)
Пришиб — хутор в Морозовском районе Ростовской области.
Входит в состав Вознесенского сельского поселения.

## Население
| 2010 |
| ---- |
| 7    |

## Улицы
На хуторе имеется одна улица — Пришиб.